# ایستگاه راه‌آهن دونکاستر
ایستگاه راه‌آهن دونکاستر (انگلیسی: Doncaster railway station) یک ایستگاه راه‌آهن در دونکاستر، انگلستان است.
این ایستگاه که در سال ۱۸۴۸ تأسیس شده جزئی از خط اصلی ساحل شرقی و خط کراس کانتری است.

## نگارخانه

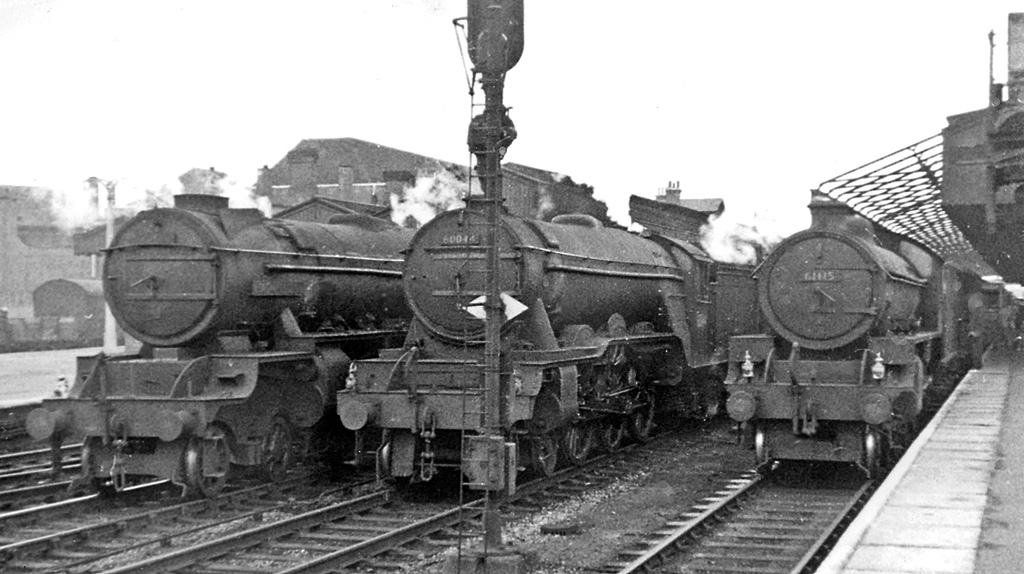
۱۹۵۳
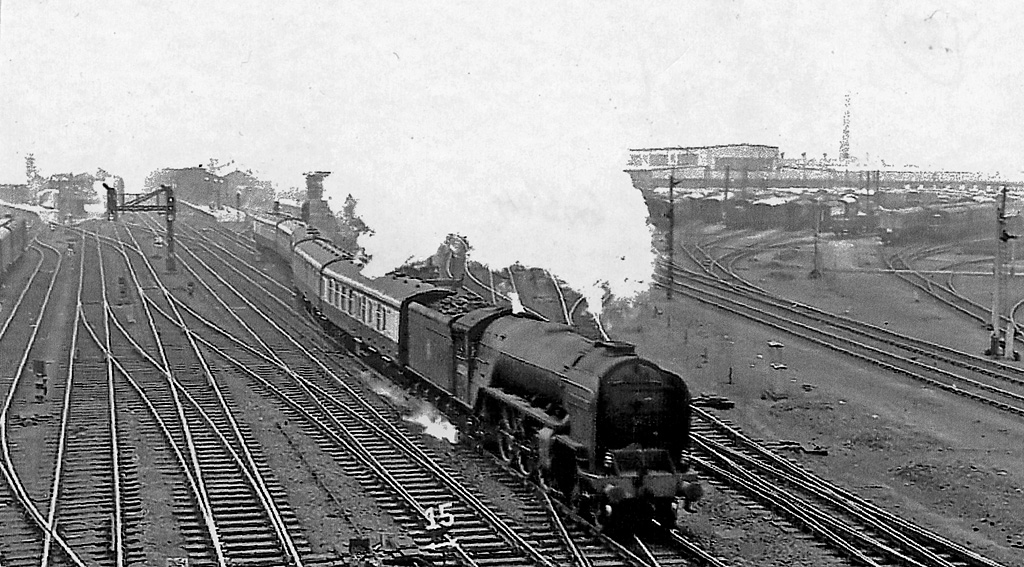
۱۹۵۷
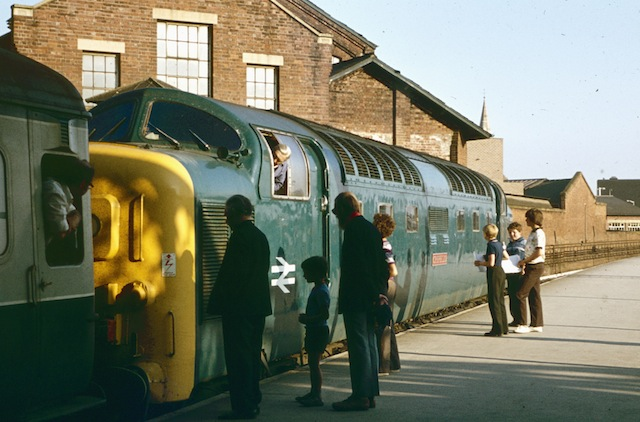
۱۹۷۵